# Polen i olympiska vinterspelen 1972
Polen deltog med 47 deltagare vid de olympiska vinterspelen 1972 i Sapporo. Totalt vann de en guldmedalj.

## Medaljer

### Guld
- Wojciech Fortuna - Backhoppning, stor backe.